# Кураж
Ку́раж — село в Україні, в Рівненському районі Рівненської області. Населення становить 107 осіб. Колишній орган місцевого самоврядування — Сіянцівська сільська рада.

## Історія
Наприкінці ХІХ століття в селі налічувалося 46 будинків, де мешкало 259 осіб. Належало до Ганнопільської волості, Острозького повіту.
За 2 кілометри на північний схід від села розташоване давньоруське городище круглої форми, оточене подвійним валом завдовжки близько 800 метрів. 1976 року городище досліджувалися археологічною експедицією інституту суспільних наук АН УРСР під керівництвом професора Львівського державного університету імені Івана Франка Миколи Пелещишина.